# USS Seawolf (SSN-575)
USS Seawolf (SSN-575) byla americká útočná ponorka s jaderným pohonem z doby studené války. Po USS Nautilus byla druhou ponorkou s jaderným pohonem a jedinou americkou ponorkou, jejíž jaderný reaktor byl chlazen tekutým kovem. Podobně jako Nautilus byla určena zejména k experimentům s principiálně novým pohonem — koncepce jejího pohonu se však neosvědčila.

## Stavba

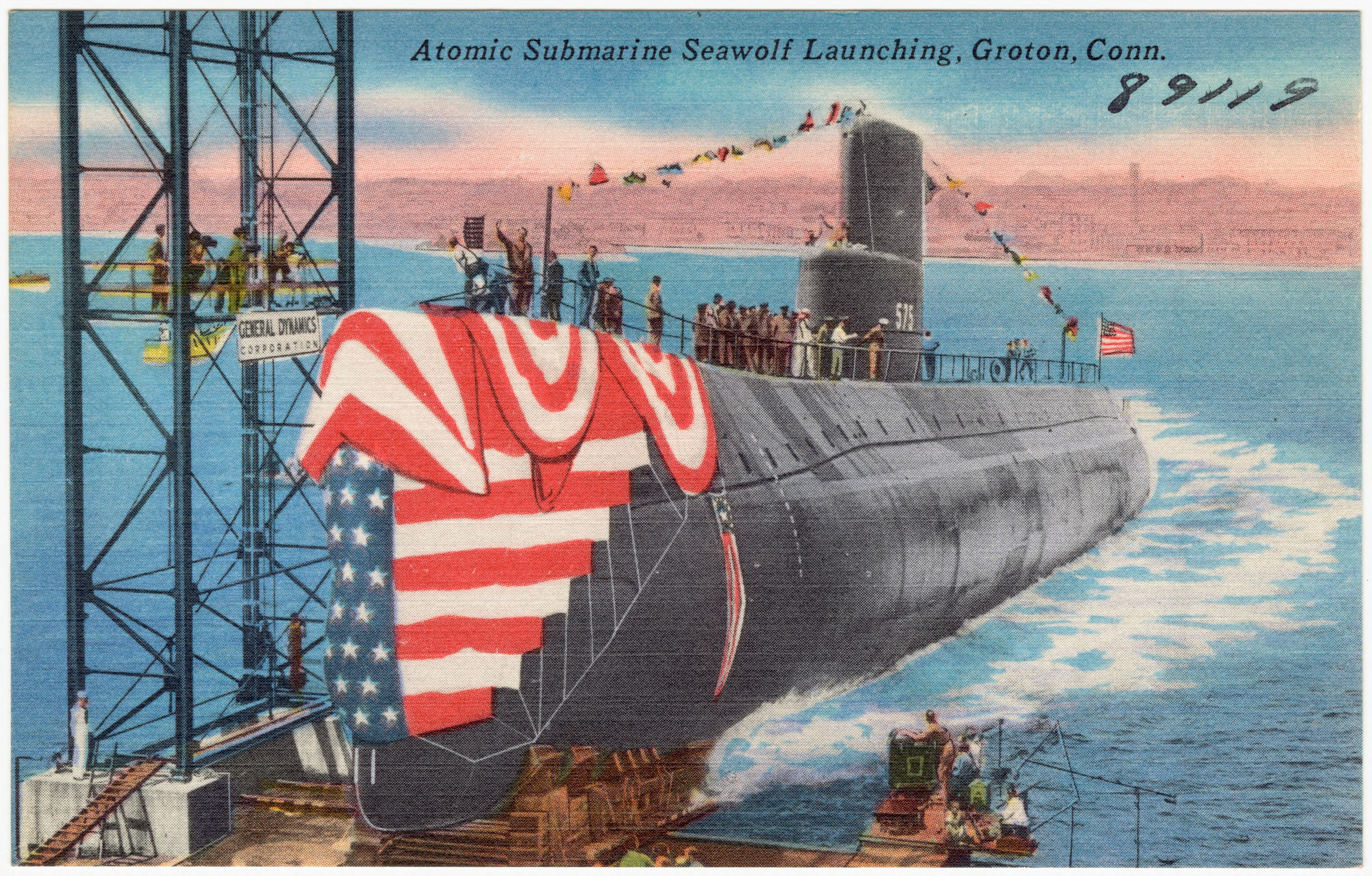
Seawolf během spuštění na vodu

Stavba lodi probíhala v loděnicích General Dynamics Electric Boat (součást koncernu General Dynamics) v Grotonu ve státě Connecticut. Kýl lodi byl založen 15. září 1953, na vodu byl trup spuštěn 21. července 1955 a 30. března 1957 ponorka vstoupila do služby.

## Konstrukce

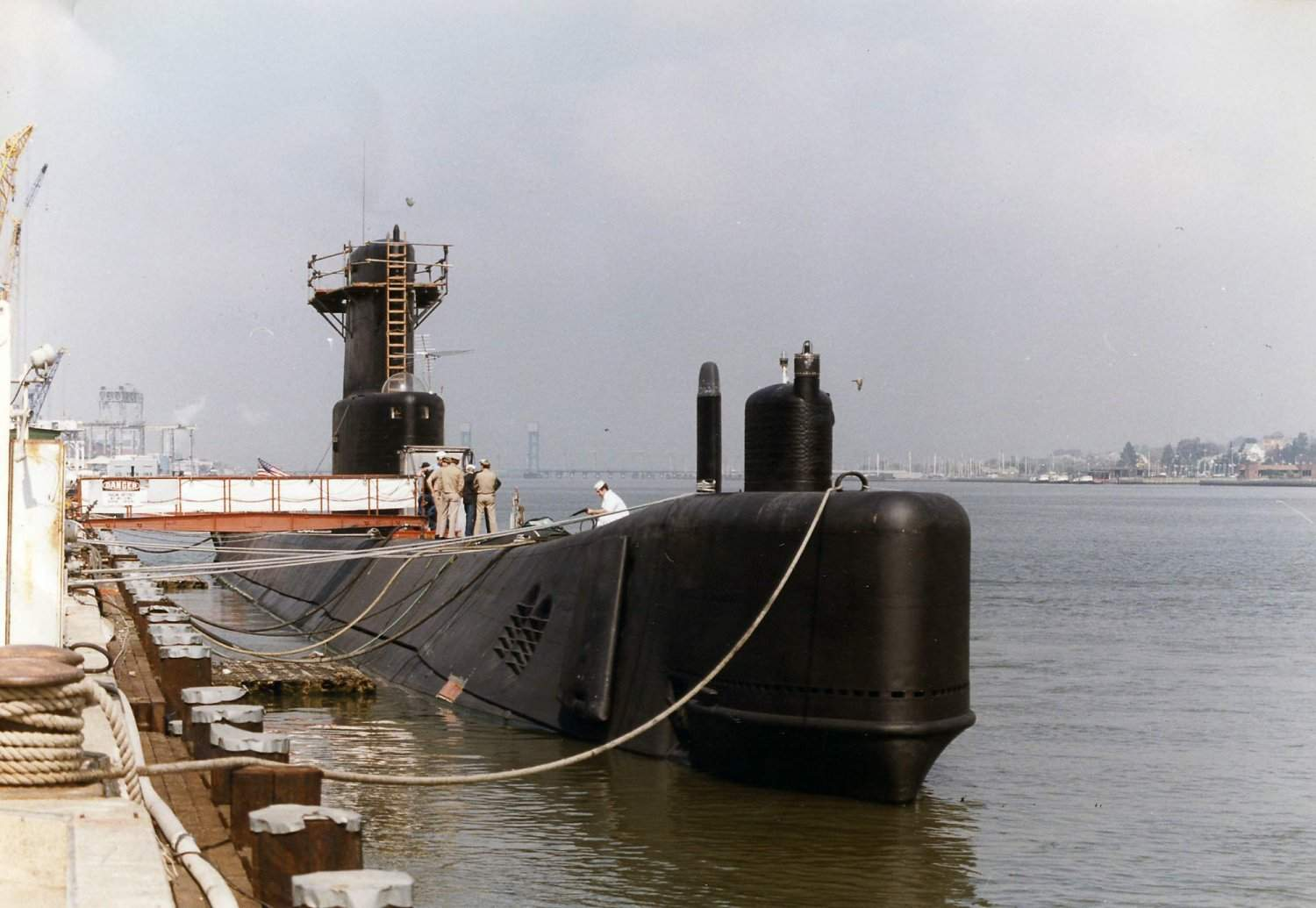
Seawolf v roce 1984

Výzbroj představovalo šest příďových 533mm torpédometů. Systém řízení palby byl typu Mk-101. Ponorka dále nesla radar BPS-15 a příďový sonar typu BQS-4. Pohonný systém tvořil jaderný reaktor typu S2G, chlazený kapalným sodíkem. Takový typ reaktoru měl některé provozní výhody (možnost okamžitého nárůstu výkonu z nuly na maximum), nepodařilo se však dostatečně vyřešit bezpečnost jeho provozu. Proto byl původní reaktor roku 1958 demontován a nahrazen tlakovodním reaktorem S2Wa a žádná nová americká loď již reaktor chlazeným kapalným kovem nenesla. S novým reaktorem ponorka vstoupila do služby v roce 1960.

## Operační služba
Seawolf po svém přijetí do služby sloužil v Atlantické flotile. Dne 6. října 1958 dokončil rekordní šedesátidenní plavbu pod hladinou, přičemž bez vynoření překonal vzdálenost 13 000 námořních mil. V letech 1958–1960 byl vyměněn problematický jaderný reaktor chlazený tekutým kovem. Následně se ponorka vrátila do operační služby.
V roce 1971 byla ponorka odeslána do loděnice Mare Island Naval Shipyard k přestavbě na špionážní ponorku. Využity přitom byly zkušenosti z přestavby ponorky USS Halibut o několik let dříve. Trup ponorky byl před velitelskou věží prodloužen vložením nové sekce s ubytovacími prostory pro další členy posádky, senzory (vlečné sonary, či kamery) a přechodovou komorou pro žabí muže. Pod trup byly přidány ližiny umožňující ponorce dosednutí na dno. Instalován byl rovněž tišší sedmilistý lodní šroub. Od roku 1975 Seawolf spolupracoval s ponorkou Halibut na operaci Ivy Bells, tedy na odposlechu sovětských podmořských komunikačních kabelů uložených na dně Ochotského moře.
Seawolf byl ze služby vyřazen v roce 1987. V 90. letech byla ponorka odeslána do loděnice Puget Sound Naval Shipyard k rozebrání v rámci projektu Ship-Submarine Recycling Program. Likvidace ponorky byla ukončena 30. září 1997.